# ¡Ahí va otro recluta!
Ahí va otro recluta es una película de España del año 1960, dirigida por Tito Fernández

## Reparto
| Intérprete                  | Personaje        |
| --------------------------- | ---------------- |
| José Luis Ozores            | Orencio Cascales |
| José Luis Carbonell         | Ceferino         |
| Manuel Zarzo                | Pruden           |
| Pilar Cansino               | Julia            |
| Venancio Muro               | Paco             |
| Carmen Rodríguez            | Madre de Orencio |
| José Marco                  |                  |
| Vicente Bañó                | Coronel          |
| Óscar Cortina               |                  |
| José Antonio González Rojas |                  |
| Antonio Martínez            |                  |
| Montserrat Salvador         | Chica #1         |
| José Riesgo                 |                  |
| Montserrat Laguna           | Chica #2         |
| Ricardo G. Lilló            |                  |
| Roberto Camardiel           | Sargento         |
| Simón Ramírez               | Teniente         |